# XHCOV-FM
XHCOV-FM là đài phát thanh trên tần số 105.9 FM tại Poza Rica, Veracruz, Mexico. Nó thuộc sở hữu của Radiorama và được gọi là Éxtasis Digital.

## Lịch sử
XECOV-AM 790 đã nhận được sự nhượng bộ vào ngày 5 tháng 4 năm 1994. Nó phát sóng với 1.000 watt ngày và 500 vào ban đêm và được sở hữu bởi Radiorama nhượng bộ Radio Social, S.A.
XECOV được ủy quyền để chuyển sang FM vào tháng 11 năm 2010.
Vào tháng 2 năm 2021, định dạng Éxtasis Digital đã chuyển từ XHPR-FM 102.7 do việc bán XHPR-FM và XHPW-FM được công bố cho Marcos López Zamora, chủ sở hữu của XHRIC-FM 101,9.